# Opieka 75 plus
Opieka 75 plus – polski, wieloletni rządowy program społeczny, którego celem jest poprawa dostępności do usług opiekuńczych (także specjalistycznych), dla osób w wieku 75 lat i więcej.
Program został przygotowany przez rząd Mateusza Morawieckiego w Ministerstwie Rodziny, Pracy i Polityki Społecznej i jest realizowany począwszy od stycznia 2018. Adresatem są gminy miejskie, wiejskie oraz miejsko-wiejskie o liczbie mieszkańców do 60 000, samodzielnie realizujące usługi opiekuńcze. Strategicznym celem programu jest poprawa dostępności do usług opiekuńczych, także specjalistycznych, adresowanych do seniorów. Według założeń programowych gminy, które zdecydują się wejść do programu, uzyskują wsparcie finansowe na realizację usług opiekuńczych dla osób starszych w wysokości do 50% przewidywanych kosztów realizacji takich zadań. Od roku 2019 program uległ rozszerzeniu o osoby przebywające w rodzinach (wcześniej dotyczył tylko osób samotnych). Również od 2019 z programu korzystają te gminy, które realizują usługi opiekuńcze także poprzez spółdzielnie socjalne osób prawnych, których założycielami są jednostki samorządu terytorialnego. Na realizację programu przeznaczono ponad 57 milionów zł.
W pierwszym półroczu 2018 w programie uczestniczyło 358 gmin.